# هشام الخطيب
هشام محمد الخطيب (5 يناير 1936 - 31 مايو 2022) كان سياسيًا وموظفًا حكوميًا أردنيًا. قام بتحديث وتوسيع قدرات الطاقة الكهربائية الأردنية والفلسطينية خلال خدمته في القطاع. كان أول وزير للطاقة والثروة المعدنية في الأردن ورئيساً لهيئة الطاقة. في سنواته الأخيرة، شغل منصب عضو مجلس الأعيان الأردني.
كونه من أصل فلسطيني وقضى معظم شبابه في القدس، فقد طور شغفًا بفن وتاريخ فلسطين والأرض المقدسة. تطور هذا إلى اهتمام بفن وتاريخ المنطقة في القرنين الثامن عشر والتاسع عشر. أمضى وقتًا طويلاً في جمع الأعمال الفنية والكتب والتحف المتعلقة بتلك الحقبة. وقد كتب أيضًا العديد من الكتب حول هذا الموضوع، بما في ذلك مجموعته.

## وقت مبكر من الحياة
ولد الدكتور الخطيب في كانون الثاني/يناير 1936 في عكا في منزل جده لأمه الشيخ موسى الطبري. وكان والده الشيخ مثمد هاشم الخطيب قاضياً، وكانت تعييناته في جميع أنحاء البلاد، وكانت عائلته تتنقل معه. انتقلوا إلى الخليل لمدة عام واحد في عام 1941، ثم انتقلوا بسرعة إلى طولكرم في عام 1943 حيث عاشوا حتى عام 1945. ثم انتقلوا مرة أخرى إلى نابلس حيث عاشوا حتى عام 1949 عندما عُيّن والده قاضيا لنابلس. وفي عام 1949 انتقلت العائلة إلى القدس حيث عُيّن والده في محكمة الاستئناف الشرعية في القدس. وفي القدس التحق الدكتور الخطيب بالمدرسة الرشادية التي يرأسها توفيق أبو السعود، ثم التحق بمدرسة النهررة في سنته الأخيرة في مصر عام 1953.

## تعليم
بعد تخرجه من المدرسة، التحق الدكتور الخطيب بكلية الهندسة بجامعة عين شمس بمصر عام 1954 حيث درس الهندسة الكهربائية، وحصل أخيرًا على درجة البكالوريوس في عام 1959، وهي أولى الدرجات العلمية. وفي عام 1960، حصل على منحة دراسية لقضاء فترة تدريب مهني بعد التخرج لمدة عامين في المملكة المتحدة. لم يرق التدريب المهني إلى مستوى طموحاته، فاغتنم الفرصة لتركه والانضمام إلى برنامج ماجستير لمدة اثني عشر شهرًا. دورة في الآلات الكهربائية في جامعة برمنغهام. حصل على درجة الماجستير عام 1962 وعاد إلى القدس. وبعد مرور بعض الوقت في الصناعة، التحق بجامعة كوين ماري في لندن بالمملكة المتحدة ليحصل على درجتيه الأخيرتين، بكالوريوس العلوم. في الاقتصاد، ودكتوراه. في الهندسة الكهربائية، حيث كان عليه أن يأخذ إجازة تفرغ من العمل. وأخيراً حصل على درجة الدكتوراه. في عام 1974.

## وظيفة مبكرة
عند عودته إلى القدس عام 1959، بعد حصوله على درجة البكالوريوس الأولى، قبل وظيفة هندسية في شركة كهرباء منطقة القدس الأردنية (JJDEC). بعد الانتهاء من درجة الماجستير. بالطبع، واستمر في منصبه السابق لمدة 4 سنوات، عُيّن كرئيس للمهندسين في شركة كهرباء محافظة القدس في عام 1966.

## مهنة لاحقة
وفي عام 1974، وبعد حصوله على الدكتوراه، انتقل إلى الأردن حيث عمل نائباً لمدير عام سلطة الكهرباء الأردنية. وفي عام 1976 انضم إلى الصندوق العربي للإنماء الاقتصادي والاجتماعي ومقره الكويت كخبير في مجال الطاقة. عاد إلى الأردن عام 1980 ليستعيد منصبه كمدير عام لسلطة الكهرباء الأردنية. ثم عُيّن أيضاً رئيساً لمجلس إدارة شركة أسمنت الجنوب الأردني عام 1982.
وفي عام 1984 عُيّن الدكتور الخطيب كأول وزير للطاقة والثروة المعدنية في الأردن حيث تولى هذا المنصب حتى عام 1989. ثم شغل منصب وزير المياه والري من عام 1993 حتى عام 1994. ثم شغل منصب وزير التخطيط والتعاون الدولي من عام 1994 إلى عام 1995. وفي عام 2005 عُيّن كأول رئيس للجنة الطاقة والمعادن حيث خدم حتى عام 2009.
عُيّن عضواً في مجلس الأعيان الأردني السابع والعشرين حيث تولى منصبه من أيلول 2016 إلى أيلول 2020. وكان عضوا في رئيس لجنة الطاقة والثروة المعدنية. عضو لجنة المالية والاقتصاد. عضو لجنة فلسطين.
وبين مسيرته المهنية، كان لديه مكتب استشاري خاص حيث تعاقد معه من قبل العديد من الوكالات الدولية مثل برنامج الأمم المتحدة الإنمائي، والبنك الدولي، والصندوق العربي للإنماء الاقتصادي والاجتماعي، وغيرها الكثير.

## العضويات والانتماءات الدولية
كان الدكتور الخطيب نشيطًا جدًا على المستوى الدولي وكان عضوًا في العديد من اللجان والوكالات في جميع أنحاء العالم، وكان معروفًا بخبرته المتنوعة في مختلف مجالات الهندسة والاقتصاد والفن. كان الدكتور الخطيب عضواً في اللجان والجهات التالية:
- زميل معهد الهندسة والتكنولوجيا في المملكة المتحدة
- زميل مدى الحياة في معهد مهندسي الكهرباء والإلكترونيات (IEEE) في الولايات المتحدة الأمريكية
- الرابطة الدولية لاقتصاديات الطاقة (IAEE) في الولايات المتحدة الأمريكية
- صندوق استكشاف فلسطين (PEF)
- جمعية دراسة الرحالة إلى مصر والشرق الأدنى (ASTENE)[8]
- المجلس الدولي للأنظمة الكهربائية الكبيرة (CIGRE)
- نائب الرئيس ثم نائب الرئيس الفخري لمجلس الطاقة العالمي (WEC)[9]
- الاتحاد العالمي للعاملين في المجال العلمي
- المجلس الفخري لدارة الفنون[10]

## عائلة
كان هشام الأخ المحب لأخواته عايدة ومها وغادة الخطيب وهو أكبرهن. لقد أمضى معظم حياته المثمرة معهم ويعيش حاليًا معهم وبقية أفراد عائلته. وكان الزوج المحب لزوجته مها ضاهر الخطيب وتزوجها عام 1970. لقد صمدوا أمام اختبار الزمن وكانوا مؤيدين شجعان لبعضهم البعض في كل من حياتهم المهنية. كان هو ومها الوالدان المحببان لأطفالهما الثلاثة: مثمد مواليد 1972، لين مواليد 1975، وعصام مواليد 1979. لقد علموا أطفالهم تقدير الأسرة والزواج والتواجد مع بعضهم البعض.
تزوج مثمد من رويدا حصة عام 2004. كان هشام الجد المحب لأبنائه الثلاثة (أحفاده) هشام وزيد وكريم.
تزوج عصام من زوجته ديما البلبيسي عام 2006. كان هشام جدًا محبًا لأبنائه الثلاثة (أحفاده) جيدة وكنان ونايا.
كان هشام قريبًا جدًا من أحفاده وكان له تأثير كبير على حياتهم. وكان هشام يحرص باستمرار على إشراك أحفاده في شؤونه، وخاصة هشام وزيد (التوأم الأكبر)، اللذين كانا ناضجين بما يكفي للانخراط معه. اصطحبهم إلى فرق الأوركسترا والمسرحيات الموسيقية والمناسبات العامة والمناظرات، وعلمهم أهمية التراث والفن والنزاهة. وكان له دور كبير في حياة أبنائه وأحفاده جميعاً، حيث علمهم أخلاق العمل الجاد والعلم، وتعلموا من مثله أن السماء هي الحد، كما كان مولعاً بقول: "عندما تكون هناك إرادة"، هناك طريقة."

## جمع الفن
كان الدكتور الخطيب من محبي الفنون والتراث، حيث دعم العديد من المنظمات المحلية والدولية، بما في ذلك دارة الفنون، مركز طراز، وصندوق استكشاف فلسطين. على مدار أكثر من 60 عامًا، قام شخصيًا بجمع مجموعة واسعة من الأعمال الفنية من جميع أنحاء منطقة الشرق الأوسط وشمال أفريقيا، وخاصة الأراضي المقدسة (القدس)، والتي تحتوي على مجموعة متنوعة من الكتب والمخطوطات والخرائط والصور الفوتوغرافية واللوحات والمصاحف والعديد من الكتب. آحرون. استطاع هشام من خلال هذه المجموعة أن يحافظ على التراث الثقافي والمعرفي العربي والفلسطيني للأجيال القادمة، حيث نشر 7 كتب عن مجموعته، منها:
- "الأرض المقدسة: فلسطين ومصر في عهد العثمانيين"، آي بي توريس، المملكة المتحدة، 2003
- "فلسطين والأردن 1500 – 1900" دارة الفنون، مؤسسة خالد شومان، الأردن، 2005
- "القدس وفلسطين والأردن" منشورات جلجامش،[14] المملكة المتحدة، 2013
- "القدس البانورامية" جمعية مناصرة القدس، 2015
- "أزهار فلسطين والأردن البرية" طبعة خاصة، 2016
- "الكتب والمخطوطات المطبوعة القيمة في مجموعة الخطيب" طبعة خاصة، 2019
- "رحلة إلى القدس" إعادة طبع لمخطوطة من عام 1901، 2019

## منشورات أخرى
وبعيدًا عن الفن، كان الدكتور الخطيب أيضًا عالمًا واقتصاديًا مثابرًا، حيث قام بإصدار منشورات أخرى مع جمعية الهندسة والتقنية حول التقييمات الاقتصادية في صناعة إمدادات الكهرباء، مما وسع نطاق خبرته بشكل أكبر. وتشمل هذه المنشورات:
- "التقييم المالي والاقتصادي للمشاريع في صناعة إمدادات الكهرباء" جمعية الهندسة والتقنية، 1998
- "التقييم الاقتصادي لمشاريع إمدادات الكهرباء" جمعية الهندسة والتقنية، 2003
- "التقييم الاقتصادي للمشاريع في صناعة إمدادات الكهرباء (الإصدار الثالث)" جمعية الهندسة والتقنية، 2014

هذه المنشورات، بالطبع، لا تتضمن المقالات التي لا تعد ولا تحصى عن الهندسة الكهربائية، والاقتصاد، والفن، والعديد من المواضيع الأخرى الموجودة في العديد من الصناعات.
وكان آخر إصداراته هو مذكراته بعنوان “86 وما زال مستمراً ببطء”، والتي نُشرت عام 2020، أي قبل عامين من وفاته في 31 مايو 2022. في هذه المذكرات المخصصة لأصدقائه وعائلته وأحبائه، يسرد الدكتور الخطيب تفاصيل ثميمة وشخصية عن حياته، من البداية إلى النهاية، حيث يعلم أحفاده عن تراثهم، ويسلط الضوء على أهمية الأسرة.